# Auguste-Robert Selle
Auguste-Robert Selle, né le 10 mai 1854 à Denain (Nord) et décédé le 14 septembre 1927 à Piney (Aube), est  un homme politique français.

## Biographie
Pharmacien à Lille, il a un long passé de militant étudiant, au cours duquel il a été plusieurs fois arrêté. Maire de Denain de 1896 à 1911, il est député de la 3e circonscription de Valenciennes de 1902 à 1914, siégeant au groupe des Socialistes unifiés.

## Sources
- « Auguste-Robert Selle », dans le Dictionnaire des parlementaires français (1889-1940), sous la direction de Jean Jolly, PUF, 1960 [détail de l’édition]